# Sexuelle Selbstbestimmung
Sexuelle Selbstbestimmung wird in einer 1999 verabschiedeten Erklärung der sexuellen Menschenrechte definiert als „Freiheit eines jeden Individuums, alle seine sexuellen Möglichkeiten zum Ausdruck zu bringen“. Demzufolge hat jeder das Recht, über seine Sexualität frei zu bestimmen und vor Übergriffen oder Sexualdelikten Schutz durch Bestimmungen über Straftaten gegen die sexuelle Selbstbestimmung zu finden. Das gilt auch für Menschen mit Behinderung. Das Menschenrecht auf sexuelle Selbstbestimmung wird als Abwehrrecht interpretiert. Auf keinen Fall gibt es ein Recht, unter Berufung auf die eigene sexuelle Selbstbestimmung das Recht anderer auf sexuelle Selbstbestimmung zu verletzen.
In der Schweiz wird die Bezeichnung Sexuelle Integrität (Straftaten gegen die sexuelle Integrität) verwendet, und in Österreich finden sich beide Begriffe (Strafbare Handlungen gegen die sexuelle Integrität und Selbstbestimmung). Daneben bezeichnet der Begriff eine Wertvorstellung, an deren Entwicklung zunächst maßgeblich die Frauenbewegung, später Menschenrechtsorganisationen und anschließend die Lesben- und Schwulenbewegung beigetragen haben. In der Bundesrepublik Deutschland leitet das Bundesverfassungsgericht das Recht auf sexuelle Selbstbestimmung aus der Würde des Menschen nach Art. 1 GG in Verbindung mit dem Allgemeinen Persönlichkeitsrecht nach Art. 2 GG ab. Die Allgemeine Handlungsfreiheit nach Art. 2 GG spielt dabei eine untergeordnete Rolle. Die Norm der sexuellen Selbstbestimmung schlägt sich in der am 28. November 1973 in Kraft getretenen Sexualstrafrechtsreform beispielsweise in der Einschränkung der Strafbarkeit der Kuppelei und homosexueller Handlungen, aber auch in entscheidenden späteren Gesetzesänderungen wie der am 5. Juli 1997 in Kraft getretenen Strafbarkeit von Vergewaltigung in der Ehe nieder (vorher galt diese nur als einfache Nötigung).
Sexuelle Selbstbestimmung schließt neben der Freiheit vor Übergriffen verbaler, nonverbaler und körperlicher Art sowohl die sexuelle Orientierung als auch die freie Wahl der (erwachsenen) Sexualpartner ein. Auf die Geschlechtsidentität bezogen, kann sie sich als Transgeschlechtlichkeit, Intergeschlechtlichkeit oder Cisgeschlechtlichkeit realisieren und in der Form der (sexuellen) Beziehungsgestaltung variieren.
In einem weiteren Sinn werden unter „sexueller Selbstbestimmung“ neben „sexuellen Rechten“ (d. h. Rechten, die die sexuelle Identität und das Sexualverhalten Einzelner betreffen) auch „reproduktive Rechte“ verstanden. Damit ist das Recht von Einzelnen und Bevölkerungsgruppen gemeint, ein Kind bzw. Kinder zu haben und über die Zahl eigener Kinder eigenverantwortlich zu entscheiden. Bei einem Schwangerschaftsabbruch steht dem „reproduktiven Recht“ der Schwangeren das Recht des Nasciturus auf Leben gegenüber.

## Geschichte der Bewertung von Sexualität
In liberalen Demokratien setzte sich im letzten Drittel des 20. Jahrhunderts weitgehend die Ansicht durch, dass jede Form sexuellen Verhaltens, die ausschließlich erwachsene einwilligungsfähige Personen einvernehmlich praktizieren, erlaubt sein solle, wenn weder Gewalt noch psychischer Druck ausgeübt werden und keine Rechte Dritter verletzt werden. Die Kriminalisierung von „Taten ohne Opfer“ bedürfe in besonderem Maße einer überzeugenden Begründung. Im Jahr 1980 kritisierte Rüdiger Lautmann, dass „die Normen gegen Homosexualität, sexuelle Handlungen Minderjähriger, Prostitution, Pornographie u.a. […] kaum in einem unmittelbaren Sinn die Freiheit der Beteiligten [schützen], viel eher dienen sie der ‚freien‘ Entfaltung sexualmoralischer Vorstellungen von Nichtbeteiligten“.
Gegen diese Sichtweise gab und gibt es allerdings auch in liberalen Demokratien rechtliche (also nicht bloß moralische) Einwände. So bewertete z. B. das Bundesverwaltungsgericht 1981 die Zurschaustellung des nackten weiblichen Körpers in Peepshows nicht nur als Verstoß gegen die „guten Sitten“, sondern auch als Verletzung der Würde des Menschen (Art. 1 GG). Diese werde dadurch verletzt, dass „die zur Schau gestellte Frau durch den Veranstalter wie eine der sexuellen Stimulierung dienende Sache zur entgeltlichen Betrachtung dargeboten und jedem der in den Einzelkabinen befindlichen, der Frau nicht sichtbaren Zuschauer als bloßes Anregungsobjekt zur Befriedigung sexueller Interessen angeboten wird. Dies rechtfertigt das Urteil, daß die zur Schau gestellte Frau durch diese – die sogenannte Peep-Show als gewerbsmäßige öffentliche Veranstaltung […] in ihrer typischen Eigenart kennzeichnende – Art und Weise der Darbietung erniedrigt […] wird.“
An der These, dass die Würde der Frau durch die Liberalisierung rechtlicher Bestimmungen zur Sexualität gefährdet sei, knüpften u. a. Kampagnen gegen die Pornografie wie die PorNO-Kampagne an. So vertritt z. B. seit 1987 Alice Schwarzer die These, dass in vielen pornographischen Darstellungen eine Form von medialer Gewalt ausgeübt werde, durch die die Hemmschwelle für reale Gewalttätigkeit gegen Frauen heruntergesetzt werde. Frauen würden hierdurch ebenso zu bloßen Objekten erniedrigt wie durch Prostitution. Angesichts der angewendeten Gewalt wie auch ökonomischer Zwänge sei die These fragwürdig, Frauen wirkten „freiwillig“ an solchen Handlungen mit.
Erst in jüngster Zeit wird in vielen Staaten die Unzufriedenheit von Menschen mit der fremdbestimmten Zuordnung zu einem Geschlecht und der damit verbundenen Geschlechtsrolle nicht mehr als Ausdruck einer „Persönlichkeitsstörung“ bewertet.

### Haltung der Religionen weltweit
In vielen Religionen gilt nach herkömmlichem Verständnis jede sexuelle Handlung, die von nicht miteinander Verheirateten ausgeübt wird, als verwerflich. Auch miteinander verheirateten Heterosexuellen ist es im Rahmen einer religiös legitimierten traditionellen Sexualethik nicht erlaubt, andere sexuelle Praktiken als den vaginalen Geschlechtsverkehr in der Absicht auszuüben, Kinder zu zeugen, zumindest aber die Zeugung eines Kindes in jedem Fall billigend in Kauf zu nehmen. Extreme Formen hatte in Europa die Sanktionierung des sexuellen Verhaltens Unverheirateter im vom Katholizismus geprägten Irland, wo bis in die 1990er Jahre mehrere zehntausend Frauen in Heimen des Magdalenenordens (siehe Magdalenenheim), oft auf bloßen Verdacht hin, „unkeusch“ zu leben, zwangsweise festgehalten wurden und unbezahlte Arbeit verrichten mussten.
Ein weitgehendes Recht auf Selbstbestimmung entstand erst im Lauf der Geschichte und mit der Lockerung religiös begründeter Vorschriften zur Sexualethik und ist selbst in westlichen Gesellschaften noch nicht vollständig durchgesetzt. Zum Beispiel erlaubt das Alte Testament im 5. Buch Mose (5 Mos 22,21 ), dass eine Frau, die bei der Eheschließung nicht mehr Jungfrau war, auf Verlangen ihres Ehemannes gesteinigt werden kann.
In manchen Gebieten mit islamischer Rechtsordnung (Schari'a) werden noch heute außerehelicher Geschlechtsverkehr (Ehebruch) oder Homosexualität als Unzucht mit dem Tod bestraft. Seit längerer Zeit werden auch in ganz Europa sogenannte „Ehrenmorde“ von Immigranten meist islamischer Herkunft unter Missachtung der jeweiligen Rechtsordnung verübt, obwohl die Selbstjustiz im Islam als verboten gilt.
Im Zentrum der Diskussion über reproduktive Rechte steht die Frage nach der Legitimität der Empfängnisverhütung und des Schwangerschaftsabbruchs. Beide Methoden der Verhinderung der Geburt eines Kindes werden von etablierten Religionen im Prinzip negativ bewertet.

### Entwicklung in Deutschland

#### Deutsches Reich 1872 bis 1933
Das deutsche Strafgesetzbuch (StGB) trat am 1. Januar 1872 in Kraft, kurz nach der Gründung des Deutschen Reichs. Die Orientierung am „Sittengesetz“ blieb im Sexualstrafrecht des Deutschen Reichs und der Bundesrepublik Deutschland bis zur Sexualstrafrechtsreform 1973 erhalten.
Im Jahr 1929 hatte zwar der Strafrechts-Ausschuss des Deutschen Reichstags empfohlen, die „einfache Homosexualität“ (§ 175) unter Erwachsenen zu entkriminalisieren. Diese Empfehlung wurde jedoch bis zum Ende der Weimarer Republik (1933) nicht umgesetzt.

#### Nationalsozialismus
Homosexuelle Menschen wurden im Dritten Reich diskriminiert, verfolgt und mit Gefangenschaft im Konzentrationslager bedroht, die in der Mehrzahl der Fälle mit dem Tod endete. Auch Frauen und Mädchen mit promiskem Verhalten wurden als  sexuell verwahrlost in Frauenkonzentrationslager verschleppt.
Menschen mit Behinderung, vor allem mit einer kognitiven Behinderung, wurden zunächst zwangsweise sterilisiert, ab 1940 als „lebensunwertes Leben“ im Rahmen der Aktion T4 ermordet. „Erbgesunde deutsche Frauen“ hingegen sollten viele Kinder gebären. Abtreibungen waren bei ihnen verboten, 1933 wurde das Anbieten von Abtreibungsmitteln (Vorbereitungshandlung) verboten und 1943 wurde das Strafmaß verschärft. Auch wurde der Zugang zu Verhütungsmitteln erschwert und für rassisch „wertvolle“ unverheiratete Frauen mit Kindern, meist von SS-Männern, gab es ab 1935 mit Lebensborn Hilfe, ihre Kinder auszutragen. Verheiratete SS-Angehörige wurden geradezu aufgefordert, ihrer „völkischen Verpflichtung“ nachzukommen und auch außerehelichen Kontakt mit hochgewachsenen blonden „arischen“ Frauen zu pflegen, um erbgesunde Kinder zu zeugen. Auf der anderen Seite wurde im Juli 1933 in bestimmten Fällen eine Sterilisation unter Aufsicht der Behörden gefördert und mit einer Änderung 1935 waren in diesen Fällen auch Abtreibungen möglich. Mit den Nürnberger Gesetzen war die Eheschließung und der außereheliche Geschlechtsverkehr zwischen Juden und Nichtjuden verboten, später wurde dies auf andere, als „minderwertig“ erachtete Personengruppen (Fremdvölkische) ausgedehnt. Mit der Straferhöhung für Abtreibung wurde gleichzeitig die Abtreibung bei Personen „nichtdeutscher Volkszugehörigkeit“ straffrei gestellt und gefördert, wobei es zu Zwangsabtreibungen kam. In den Konzentrationslagern wurden Lagerbordelle mit „asozialen“ und „fremdvölkischen“ Frauen eingerichtet als Vergünstigung zur Steigerung der Arbeitsleistung der Häftlinge. In mehreren Ländern, die von der Wehrmacht im Zweiten Weltkrieg besetzt wurden, gab es Wehrmachtsbordelle für deutsche Soldaten.

#### BRD bis 1990
Im Jahr 1957 stellte das Bundesverfassungsgericht fest, dass Homosexuelle sich nicht auf den Gleichheitsgrundsatz des Art. 3 GG berufen könnten, dass es also gerechtfertigt sei, heterosexuelle Sexualität anders als homosexuelle Sexualität zu bewerten, und dass auch Art. 2 GG (Grundrecht auf freie Entfaltung der Persönlichkeit) nicht eine Strafbarkeit homosexuellen Handelns ausschließe, da „homosexuelle Betätigung gegen das Sittengesetz verstößt“.
Bis 1973 enthielt das Strafgesetzbuch eine Vielzahl von Paragraphen zum Sexualstrafrecht, die Ausfluss einer traditionellen christlichen Sexualmoral waren, was durch die Wahl extrem abwertender Begriffe zum Ausdruck kam. So gab es etwa die Begriffe der Unzucht, gewerbsmäßigen Unzucht oder der Kuppelei. Bis 1975 war die Verbreitung von Pornografie generell strafbar.
Auch der Begriff der sexuellen Verwahrlosung wurde noch so lange verwendet, um minderjährige Mädchen mit von den Normen abweichendem Verhalten in Erziehungsheime einzuweisen.
Auch Ehebruch war in der BRD bis 1969 ein Straftatbestand. Bis zum Inkrafttreten des Ersten Gesetzes zur Reform des Ehe- und Familienrechts am 1. Juli 1977 mussten zudem Ehebrecher damit rechnen, aufgrund ihres „schuldhaften Verhaltens“ „schuldig geschieden“ zu werden.
Bis zum Herbst 1986 galt die Sterilisation von Menschen mit geistiger Behinderung als selbstverständlich; es bedurfte zu ihrer Ausführung nur der Einwilligung eines Elternteils oder des Vormundes. Erst nachdem im Jahr 1986 mehrere Anklagen gegen Ärzte wegen des Verdachts der schweren Körperverletzung erhoben worden waren, wurde 1992 das Sterilisationsverfahren in § 1905 BGB neu geregelt. Dieses Gesetz regelt für den Fall, dass eine Person nicht einwilligungsfähig ist, das Recht ihres gesetzlichen Betreuers, eine Sterilisation an ihr vornehmen zu lassen.

#### DDR
Das Strafgesetzbuch, das in seinen Grundzügen aus dem Jahr 1871 stammte, galt in der DDR im Wesentlichen bis zum 30. Juni 1968 weiter. An diesem Tag trat in der DDR ein neues Strafgesetzbuch in Kraft. Anstelle von „Unzucht“ sprach das neue Strafrecht von „sexuellen Handlungen“, und aus den „Sittlichkeitsdelikten“ machte es „Straftaten gegen die Freiheit und Würde des Menschen“. Bereits ab 1968 wurden erwachsene Schwule – wenn sie keine sexuellen Handlungen mit Minderjährigen ausführten – nicht mehr strafrechtlich verfolgt.
Ab 1972 bestimmte in der DDR das Gesetz über die Unterbrechung der Schwangerschaft, dass Frauen innerhalb der ersten zwölf Wochen einer Schwangerschaft in eigener Verantwortung über deren Abbruch entscheiden durften.

#### Deutschland ab 1990
Nach der Wiedervereinigung Deutschlands am 3. Oktober 1990 wurde es erforderlich, die Legalität des Schwangerschaftsabbruchs neu zu regeln. Das Bundesverfassungsgericht entschied 1993, dass es kein Recht auf einen selbstbestimmten Schwangerschaftsabbruch gebe. Der verfassungsrechtlich gebotenen Schutzverpflichtung gegenüber dem Nasciturus komme der Gesetzgeber nur nach, wenn er Schwangerschaftsabbrüche grundsätzlich verbiete und Schwangeren die grundsätzliche Rechtspflicht auferlege, ein Kind auszutragen. Der selbstbestimmte Schwangerschaftsabbruch gilt in Deutschland stets als rechtswidrig, bleibt aber unter bestimmten Voraussetzungen gemäß § 218a Abs. 1 StGB straffrei.
Am 12. Juni 2020 wurde das Gesetz zum Schutz vor Konversionsbehandlungen erlassen. Es verbietet vor allem Versuche, homosexuelle und transgeschlechtliche Minderjährige (bis 18 Jahre) von ihrer angeblichen „Krankheit“ zu „heilen“.

### Sexuelle Selbstbestimmung weltweit im 21. Jahrhundert
In vielen Staaten wurden Bewertungen der Legitimität sexueller Verhaltensweisen durch den betreffenden Staat und/oder die Gesellschaft auf der Grundlage religiöser und ethischer Normen durch psychopathologische Beurteilungen ergänzt oder ersetzt, insbesondere unter Berücksichtigung der Internationalen statistischen Klassifikation der Krankheiten und verwandter Gesundheitsprobleme (ICD) der Weltgesundheitsorganisation (WHO). Bewertungen von Verhaltensweisen als Ausdruck einer Persönlichkeits- oder Verhaltensstörung ermöglichen unter Umständen die Einweisung in eine psychiatrische Einrichtung.

#### Wirken religiöser Fundamentalisten und Fanatiker und von Rechtspopulisten
Religiöse Fundamentalisten und Rechtspopulisten beobachten kritisch die Sexualerziehung an staatlichen Schulen. Ihrer Meinung nach werde die „natürliche Unschuld“ der (auch eigenen) Kinder durch eine „Frühsexualisierung“ von Kindern an Schulen geschädigt. Laut der Sozialpädagogin Malin Scheurer werfen religiöse Fundamentalisten und Rechtspopulisten Lehrenden und Eltern unter dem politischen Kampfbegriff „Gender-Ideologie“ vor, sie wollten mit einem „geheimen Plan […] über das Vehikel Sexualpädagogik das Überleben der Menschheit gefährden […] – durch freien Zugang zu Verhütung und Schwangerschaftsabbrüchen, durch den diskriminierungsarmen Umgang mit sexueller und geschlechtlicher Vielfalt und Sexualpädagogik, die Sexualität nicht dämonisiert, über die Möglichkeit der freien Entfaltung aller Menschen, jenseits von Rollenerwartungen.“

#### Einzelne Menschenrechtsverletzungen

##### Genitalverstümmelung
In einigen Kulturen, weitverbreitet vor allem in Nordafrika, stellt die weibliche Genitalverstümmelung einen tiefgreifenden Einschnitt in das Sexualleben dar. Auch bei der in einigen Kulturen praktizierte Zirkumzision ohne medizinische Indikation gehen wichtige sexuelle Funktionen verloren. Genitalverstümmelung kann daher als Eingriff in die sexuelle Selbstbestimmung verstanden werden.
Andererseits würde ein Verbot der Beschneidung männlicher Kinder einen Eingriff in die Religionsfreiheit von Muslimen, Juden und Angehöriger anderer Religionsgemeinschaften darstellen, die diesen Initiationsritus gebieten.

##### Geburtenkontrolle
In einem engen Wortsinn bezeichnet der Begriff „Geburtenkontrolle“ ein Instrument einer antinatalistischen Politik eines Landes. Dessen gesamte Bevölkerung oder Teile von ihr sollen mit Gewalt daran gehindert werden, (weitere) Kinder zu zeugen bzw. zu gebären. Im Rahmen einer derartigen Politik kommt es zu Zwangssterilisationen und Zwangsabtreibungen. In der Volksrepublik China werden derartige Methoden gegen Uiguren und Kasachen angewendet.
In einem weiteren Wortsinn gehört zu den Methoden der „Geburtenkontrolle“ auch die Setzung abschreckender Anreize, etwa im Rahmen der Politik der bis 2015 praktizierten Ein-Kind-Politik in China. Bei den Sanktionen, die bei Nichteinhaltung der Familienplanungspolitik verhängt wurden, handelte es sich hauptsächlich um finanzielle Strafen. Dabei wurden beispielsweise ein prozentualer Betrag vom Lohn des Ehepaares abgezogen, die Familie im Wohnungssektor benachteiligt sowie das „ungeplante“ Kind im Bildungs- und Gesundheitsbereich eingeschränkt.

## Geschlechtsidentität
Bis ins 21. Jahrhundert hinein war es weltweit üblich, Menschen ausschließlich den Kategorien „männlich“ oder „weiblich“ zuzuordnen. Dabei wurde erwartet, dass die Zuordnung zeitlebens erhalten bleiben würde. Neugeborene, deren Geschlecht nicht auf Anhieb eindeutig feststellbar war, wurden als Problemfälle bewertet, ebenso solche Menschen, die sich im weiteren Verlauf ihres Lebens mit dem ihnen zugewiesenen „Hebammengeschlecht“ nicht identifizieren konnten.

### Intergerschlechtlichkeit
Das deutsche Bundesverfassungsgericht stellte am 10. Oktober 2017 fest, dass die geschlechtliche Identität von Intersexuellen, d. h. von Personen geschützt werden müsse, die sich wegen biologischer Abweichungen dauerhaft weder dem männlichen noch dem weiblichen Geschlecht zuordnen lassen. Es müsse eine dritte positive Option im Personenstandsregister geschaffen werden. Der Gesetzgeber führte daraufhin den Geschlechtseintrag „divers“ ein. Damit stehen seitdem vier Optionen für den Geschlechtseintrag im Personenstandsrecht zur Verfügung.

### Transgeschlechtlichkeit
Weltweit wurde der Wunsch von Menschen, die das Gefühl hatten, „im falschen Körper zu leben“ und dem jeweils anderen Geschlecht anzugehören, bis vor Kurzem als Ausdruck einer Persönlichkeitsstörung bewertet. In der ICD-10 gab es die Kategorie „Störungen der Geschlechtsidentität“, welche unter die „Persönlichkeit- und Verhaltensstörungen“ eingeordnet wurde.
Die beiden Diagnosen „Transsexualismus“ und „Störung der Geschlechtsidentität des Kindesalters“ sind in der seit 2022 gültigen ICD-11 durch die Fachbezeichnung „Geschlechtsinkongruenz“ ersetzt.
Unterschieden wird in der ICD-11 dabei zwischen:
1. Geschlechtsinkongruenz in der Jugend oder im Erwachsenenalter (gender incongruence of adolescence or adulthood, Schlüssel HA60)
2. Geschlechtsinkongruenz im Kindesalter (gender incongruence of childhood, Schlüssel HA61)
3. Geschlechtsinkongruenz, nicht näher bezeichnet (gender incongruence, unspecified, Schlüssel HA6Z)

Damit ist die Zuordnung der neuen Diagnosen zur Gruppe der „Persönlichkeits- und Verhaltensstörungen“ aufgehoben; sie werden jetzt der Kategorie „Zustandsform der sexuellen Gesundheit“ zugeordnet.
Das DSM-5 führte im Jahr 2013 die neue Diagnose der „Geschlechtsdysphorie“ ein. Dabei ist allein der Leidensdruck ausschlaggebend für eine Behandlung. Im Gegensatz zum DSM-IV wird somit nicht die Geschlechtsidentität an sich als krankhaft angesehen, sondern lediglich der daraus entstehende Leidensdruck.

## Bewertung sexueller Verhaltensweisen und Identitäten durch die WHO
Die Weltgesundheitsorganisation (WHO) listet in regelmäßigen Abständen systematisch „Krankheiten und verwandte Gesundheitsprobleme“ in ihren Internationalen statistischen Klassifikationen der Krankheiten und verwandter Gesundheitsprobleme (ICD) auf. Bis zum Jahre 2022 war die ICD-10 maßgeblich, am 1. Januar 2022 ist ICD-11 in Kraft getreten. In dieser Liste werden auch sexuelle Verhaltensweisen aufgelistet, die zumindest als „Gesundheitsproblem“ bewertet werden. Im Zentrum der Beobachtung stehen als paraphil bewertete Verhaltensweisen.

### ICD-10
Zu den generell pathologisierten Verhaltensweisen zählt ICD-10:
- Störungen der Impulskontrolle (F63.8),[27]
- Störungen der Geschlechtsidentität (ICD F64),
- Störungen der Sexualpräferenz (ICD F65),[28] d. h.
  - Sexueller Fetischismus (F65.0),
  - Fetischistischer Transvestitismus (F65.1),
  - Exhibitionismus (F65.2),
  - Voyeurismus (F65.3),
  - Pädophilie (F65.4),
  - Sadismus und Masochismus (F65.5),
  - Multiple Störungen der Sexualpräferenz (F65.6),
  - Sonstige Störungen der Sexualpräferenz (ICD F65.8), z. B. Frotteurismus, Zoophilie und Nekrophilie.

Homosexualität gilt laut ICD-10 nicht als „gestörte Sexualpräferenz“ im Sinne von ICD-F65. Nicht pathologisiert werden ferner die Masturbation, der Cunnilingus und die Fellatio sowie der Analverkehr.

### ICD-11
Bereits die ICD-10 benennt Verhaltensweisen, die sie, in Maßen praktiziert, für unproblematisch hält. Werden die Verhaltensweisen aber in übertriebenem Ausmaß praktiziert, bewertet die ICD-10 sie als Formen des Sucht- und/oder Zwangsverhaltens. Dazu gehört das Gesteigerte sexuelle Verlangen (F52.7). Die Sichtweise, dass zwischen maßvollem und maßlosem Verhalten unterschieden werden müsse, wird durch ICD-11 bestätigt. In einem eigenen Zusatzhandbuch zu der ICD-11 wird der Diagnoseschlüssel „6C72“ erklärt, der sich auf „Zwanghafte sexuelle Verhaltensstörung“ bezieht. Dieser Diagnose werden der übermäßige Konsum pornografischer Werke und ausufernder Telefonsex zugeordnet.
Durch die ICD-11 wurde der Komplex F64 (Störung der Geschlechtsidentität) gestrichen.
Eine Aufnahme der Hebephilie in spätere ICD-Versionen ist im Gespräch.

### Vergleich mit DSM-5
Seit 1999 gibt es parallel zur ICD das Regelwerk „Diagnostic and Statistical Manual of Mental Disorders“ (DSM) – englisch für „Diagnostischer und statistischer Leitfaden psychischer Störungen“ – (aktuell: DSM-5). Laut DSM-5 wird Paraphilien nicht mehr grundsätzlich Krankheitswert zugeschrieben, sondern nur noch dann, wenn sie bei der betroffenen Person mit Leidensdruck einhergehen oder nicht sozialverträglich sind. Diese werden dann als Paraphilie Störungen bezeichnet.

## Rechtsvorschriften
Die Akzeptanz der sexuellen Selbstbestimmung ist Ausdruck eines Wertewandels in den westlichen modernen Gesellschaften, der weltweit vor allem im letzten Drittel des 20. Jahrhunderts zu weltweiten umfangreichen Rechtsreformen führte.

### Charta der Grundrechte der Europäischen Union
In der Charta der Grundrechte der Europäischen Union ist über den Artikel 21 (Nichtdiskriminierung) die Diskriminierung aufgrund der sexuellen Ausrichtung verboten. Da die Charta erst mit dem Vertrag von Lissabon am 1. Dezember 2009 in Kraft getreten ist, ist die Tragweite des Artikels 21 hinsichtlich der Wirksamkeit einer Gewährung eines Rechtes auf sexuelle Selbstbestimmung noch nicht absehbar.
Wortlaut des Artikels 21:
1. Diskriminierungen, insbesondere wegen des Geschlechts, der Rasse, der Hautfarbe, der ethnischen oder sozialen Herkunft, der genetischen Merkmale, der Sprache, der Religion oder der Weltanschauung, der politischen oder sonstigen Anschauung, der Zugehörigkeit zu einer nationalen Minderheit, des Vermögens, der Geburt, einer Behinderung, des Alters oder der sexuellen Ausrichtung, sind verboten.
2. Im Anwendungsbereich des Vertrags zur Gründung der Europäischen Gemeinschaft und des Vertrags über die Europäische Union ist unbeschadet der besonderen Bestimmungen dieser Verträge jede Diskriminierung aus Gründen der Staatsangehörigkeit verboten.

### Sogenannte „Widernatürliche Unzucht“

#### Homosexualität
Der Wandel in der Bewertung der männlichen Homosexualität machte sich im deutschen Strafrecht zunächst 1968 in der DDR und ab 1969 in der Bundesrepublik Deutschland bemerkbar. In der BRD wurde der § 175 zunächst dahingehend geändert, dass durch ihn einvernehmliche sexuelle Handlungen zwischen erwachsenen Männern nicht mehr als opferlose Straftat eingestuft wurden. Die Ausübung der Homosexualität galt von 1969 bis 1994 grundsätzlich als erlaubt, solange Einvernehmen zwischen den erwachsenen Beteiligten bestand. 1994 wurde die unterschiedliche rechtliche Behandlung sexueller Handlungen von Männern an weiblichen und männlichen Jugendlichen aufgehoben. Seitdem sind einvernehmliche homosexuelle Handlungen an Jugendlichen in Deutschland nicht mehr strafbar.
Auch in anderen westlichen Industrieländern entwickelte sich die Rechtsprechung seit der Aufklärung ähnlich, wobei in manchen Regionen der Welt restriktive Gesetze erst durch die europäischen Kolonialmächte eingeführt worden waren.
Die Todesstrafe für homosexuelle Handlungen von Männern kommt - außer in Uganda - nur noch in islamischen Staaten vor. Hinrichtungen von männlichen Homosexuellen finden heute noch in Afghanistan, im Iran, im Jemen und in Saudi-Arabien  statt. In Mauretanien besteht noch die theoretische Möglichkeit der Todesstrafe.
Für eine Ausweitung des staatlichen Schutzes von Partnerschaften und Lebensgemeinschaften, beispielsweise für Menschen mit homosexueller Orientierung, setzen sich verschiedene Initiativen der Lebensformenpolitik, so in Österreich das Rechtskomitee Lambda, oder in den USA die Plattform Beyond Marriage ein.

#### Zoophilie
Am Wandel der Bedeutung des Wortes Sodomie wird deutlich, dass früher der Abscheu gegenüber Schwulen genauso groß war wie gegen Menschen, die sich an Tieren sexuell betätigten. Die Neigung zu solchen Verhaltensweisen wird heute als Zoophilie bezeichnet.
In Deutschland wurden zoophile Handlungen zeitgleich mit homosexuellen Handlungen straffrei gestellt. Allerdings gelten in der Bundesrepublik Deutschland sexuelle Handlungen an Tieren seit 2012 als Ordnungswidrigkeit. Sexuelle Handlungen an Tieren seien ein Verstoß gegen die Tierwürde. Der Tierschutz habe (durch Art. 20a GG) in Deutschland Verfassungsrang.

### Besonderer Schutz für Kinder
Soweit das Ausleben der Sexualität die Beteiligung von Kindern einschließt, ist die autonome Selbstbestimmung in vielen Ländern rechtlich eindeutig geregelt:
Kinder genießen einen besonderen rechtlichen Schutz.
Seit dem 4. Gesetz zur Reform des Strafrechts vom 23. November 1973 gilt in der deutschen Rechtswissenschaft als geschütztes Rechtsgut die von vorzeitigen sexuellen Erlebnissen ungestörte Gesamtentwicklung des Kindes. Nach deutschem Recht können Kinder, das heißt Personen unter 14 Jahren, nicht rechtlich wirksam in sexuelle Handlungen einwilligen, da analog zur Strafmündigkeit im Strafrecht davon ausgegangen wird, dass sie die Folgen altersbedingt nicht verantwortlich einschätzen können. Sexuelle Handlungen an, vor oder unter Einbeziehung von Kindern sind daher stets als strafbarer Sexueller Missbrauch von Kindern zu werten. Die Frage, ob ein Kind selbst ein „sexuelles Verhalten“ praktiziert, ist dort strafrechtlich von rein theoretischem Interesse, wo Kinder generell als strafunmündig gelten. Dies gilt z. B. für das Betrachten von Pornofilmen durch bereits pubertierende Kinder. Generell wird im 21. Jahrhundert auf nicht von Erwachsenen akzeptiertes (hier: sexuelles) Verhalten von Kindern und Jugendlichen eher mit pädagogischen Maßnahmen als mit den Instrumenten des Strafrechts reagiert.

### Inzest
Eine besondere Einschätzung besteht bei inzestuösen Beziehungen, die in Deutschland und einigen weiteren Staaten bestraft werden, in anderen Staaten Europas und einigen Bundesstaaten der USA jedoch nicht. Im April 2012 entschied der Europäische Gerichtshof für Menschenrechte, dass der in Deutschland geltende § 173 StGB mit der Europäischen Menschenrechtskonvention vereinbar ist.
Der Inzest wird nicht (etwa als Folge „einer definierten psychosexuellen Störung“) von der ICD der WHO erwähnt.

### Bezahlte sexuelle Dienstleistungen
Kontrovers diskutiert wird, ob der Kauf sexueller Dienstleistungen als eine Form der sexuellen Selbstbestimmung der (potenziellen) Käufer gelten darf. Konkret geht es dabei vor allem um Prostitution und Surrogatpartnerschaften. Umstritten ist vor allem die These: „Keine Frau prostituiert sich freiwillig.“ Dieser These widersprechen insbesondere sex-positive Feministinnen, die Mitglieder der Hurenbewegung unterstützen.
In den skandinavischen Staaten setzte sich ab 1999 das Nordische Modell für Prostitution durch. Kriminalisiert ist in Nordeuropa die einvernehmliche Prostitution, darunter insbesondere die Inanspruchnahme entgeltlicher sexueller Dienstleistungen (in den Debatten auch Sexkaufverbot genannt), die Vermietung von Arbeits- und Wohnräumen an Prostituierte sowie die Vermittlung von sexuellen Dienstleistungen.
In Deutschland hingegen waren von 2001 bis 2017 nur die Prostitution Minderjähriger, die Zwangsprostitution und die Ausübung der Prostitution in einem Sperrbezirk strafbar. Seit 2001 ist hier das liberale „Gesetz zur Regelung der Rechtsverhältnisse der Prostituierten (Prostitutionsgesetz)“ in Kraft. Das Verwaltungsgericht Berlin urteilte bereits 2000, dass „Prostitution, die von Erwachsenen freiwillig und ohne kriminelle Begleiterscheinungen ausgeübt wird, […] nach den heute anerkannten sozialethischen Wertvorstellungen in unserer Gesellschaft – unabhängig von der moralischen Beurteilung – im Sinne des Ordnungsrechts nicht (mehr) als ‚sittenwidrig‘ anzusehen“ sei. Durch das am 1. Juli 2017 in Kraft getretene Prostituiertenschutzgesetz sind seitdem Personen, die der Prostitution in Deutschland nachgehen oder nachgehen wollen, verpflichtet, ihre Tätigkeit bei der zuständigen Behörde anzumelden (§ 3 ProstSchG). Vereinbarungen zum Erwerb sexueller Dienstleistungen gelten in Deutschland rechtlich als gültige Verträge, sofern die oben angeführten Bedingungen (seit 2017 einschließlich der Registrierung der Prostituierten) erfüllt sind.
Sofern für sexuelle Dienstleistungen im Rahmen der Sexualassistenz Geld bezahlt wird (was der Regelfall ist), sind die Grenzen zur Prostitution fließend.
Die liberale Einordnung von Prostitution in Deutschland als im Normalfall „einvernehmliche Sexualität“, die unter die Kategorie „sexuelle Selbstbestimmung“ falle, wird zunehmend stärker kritisiert. Es gibt auch Kritiker, die den Einsatz von Sexualassistentinnen zur Befriedigung sexueller Bedürfnisse von Menschen mit Behinderung (siehe unten) als „Scheinlösung“ bewerten.

## Befragungen zu sexuellen Präferenzen und Verhaltensweisen

### Auslöser sexueller Erregung
Sexuellen Handlungen gehen in der Regel Impulse voraus, die zu einer sexuellen Erregung führen. Christoph Joseph Ahlers führte 2010 eine Befragung von 466 Männern zwischen 40 und 79 Jahren aus der Berliner „Allgemeinbevölkerung“ durch. Ihn interessierte, durch welche Stimuli diese Männer sexuell erregt werden. Dabei beschränkte sich Ahlers auf solche Reaktionen, die (angeblich) nicht oft vorkommen, von (großen Teilen) der Gesellschaft als „pervers“ abgelehnt und oft als „paraphil“ bewertet werden.
Sexuell erregt werden Ahlers zufolge von den befragten Männern:
- 40 % durch voyeuristische Reizmuster,
- 34 % durch fetischistische Reizmuster,
- 34 % durch pubertäre Mädchenkörper,
- 24 % durch sadistische Reizmuster,
- 19 % durch masochistische Reizmuster,
- 15 % durch frotteuristische Berührungen,
- 10 % durch vorpubertäre Mädchenkörper,
- 8 % durch transvestisch-fetischistische Reizmuster,
- 8 % durch jugendliche Jungen,
- 7 % durch außergewöhnliche sexuelle Praktiken (z. B. Luftabschnürung, Fesselungen, Einbeziehung von Urin und Kot),
- 4 % durch exhibitionistische Reizmuster,
- 3 % durch vorpubertäre Jungen und
- 1 % durch außergewöhnliche „Partner“ (Tiere, Leichen oder Babys).

Zu unterscheiden ist dabei zwischen dem Zustand der Erregung und der Bereitschaft, diese in ein ihr entsprechendes Handeln umzusetzen. Ein Problem stellen im Zusammenhang mit den oben angeführten Befragungsergebnissen die Männer dar, denen die Diagnose „Störungen der Impulskontrolle“ im Sinne der Position F63.8 (ICD-10) gestellt werden muss, wenn die Umsetzung der Stimuli in sexuelles Verhalten strafbar oder von der Gesellschaft geächtet ist.

### Beachtung des Gebots der sexuellen Enthaltsamkeit
Obwohl evangelikalen Christen von ihrer Religion jede sexuelle Betätigung vor und außerhalb der Ehe verboten ist, waren einer Studie des Instituts für Familienstudien der University of Virginia zufolge 43 % der männlichen und 47 % der weiblichen siebzehnjährigen Evangelikalen in den USA „in irgendeiner Form sexuell aktiv“. Im Alter von 22 Jahren waren es bereits 74 Prozent der männlichen und weiblichen Befragten.

## Sexuelle Selbstbestimmung als Teilhaberecht
Kämpfer für die Rechte von Menschen mit Behinderung berufen sich zur Rechtfertigung der Institution der Sexualassistenz auf das Übereinkommen über die Rechte von Menschen mit Behinderungen, das an mehreren Stellen Teilhaberechte postuliert. Eine Pflicht des deutschen Staates oder einer Sozialversicherung, die Inanspruchnahme von „Ganzkörpermassagen mit sexueller Komponente“ oder eines Hausbesuchs durch eine Prostituierte zu finanzieren, haben deutsche Gerichte auch nach Inkrafttreten des Bundesteilhabegesetzes (BTHG) ab 2017 bislang nicht anerkannt. Es sei den Kunden solcher zu bezahlenden Dienstleistungen allerdings uneingeschränkt erlaubt, diese, soweit vorhanden, aus eigenen Mitteln zu finanzieren. Die Unfähigkeit hierzu sei keine Verletzung der Menschenwürde.
Unstrittig ist die Gültigkeit von Teilhaberechten, die Art. 23 des Übereinkommens über die Rechte von Menschen mit Behinderungen normiert. Dieser enthält ein Recht von Menschen mit Behinderung darauf, dass der Staat – wenn nötig – ihre Pläne unterstützt, eine Paarbeziehung einzugehen, zu heiraten, eine Familie zu gründen und mit eigenen Kindern zusammenzuleben.

## Sexuelle und reproduktive „Pflichten“

### Katholische Sicht
Nach dem Codex Iuris Canonici 1917 dient die Ehe als „Heilmittel gegen die Begehrlichkeit (remedium concupiscentiae)“. Nach neueren katholischen Vorstellungen haben beide Partner ein legitimes Interesse, „Beweise bzw. Bestätigungen der Liebe zu erlangen“. Zu diesen Liebeserweisen gehöre in der Ehe in allererster Linie der „eheliche Akt“ als „Ritual“. Eine Josefsehe ist nach katholischer Auffassung nur zulässig, wenn beide Partner sich einig sind, dass sie auf die Ausführung des Geschlechtsakts verzichten wollen.

### Islamische Sicht
Im Jahr 2006 veröffentlichte der Islamgelehrte Yusuf al-Qaradawi eine Fatwa über die „Gehorsamspflicht der Ehefrau zum ehelichen Verkehr“. Der Islam hat Qaradawi zufolge „die Tatsache berücksichtigt, dass der Mann aus angeborenen wie sozialen Gründen derjenige ist, der nach Sex verlangt. Nach der Frau wird verlangt. Der Mann hat mehr Verlangen nach Sex als die Frau und er hat weniger Geduld [darin, keinen Verkehr zu haben] als sie […]. Deshalb muss die Frau ihrem Ehemann gehorchen, wenn er mit ihr verkehren möchte.“ Qaradawi warnt die Frauen davor, sich in dieser Frage anders zu verhalten, sonst würden sie von Allah hart bestraft. Die Fatwa wurde auf Deutsch von den Evangelischen Allianzen der Länder Deutschland, Österreich und Schweiz gemeinsam veröffentlicht.

### Traditionelle bürgerliche Sicht
Für den Philosophen Immanuel Kant ist laut seiner Schrift Metaphysik der Sitten (1797) die Ehe „die Verbindung zweier Personen verschiedenen Geschlechts zum lebenswierigen wechselseitigen Besitz ihrer Geschlechtseigenschaften.“ Aus diesem Zweck ergebe sich eine „vertragliche Pflicht“ der Eheleute, dem Partner für sexuelle Handlungen an ihm und zur Zeugung von eigenen Kindern zur Verfügung zu stehen.

### Deutsches Ehe- und Familienrecht
Bis zur ersten Reform des Ehe- und Familienrechts im Jahr 1976 galt im Scheidungsrecht des Deutschen Reichs und der Bundesrepublik Deutschland das Schuldprinzip. 1966 stellte der Bundesgerichtshof fest, dass Ehegatten nicht nur verpflichtet seien, mit ihrem Partner den Geschlechtsakt auszuführen, sondern auch dazu, etwaige negative Gefühle nicht „in verletzender Form auszusprechen“. Hielt sich ein Partner nicht an diese Pflicht, konnte „er“ (d. h. im Regelfall die Frau) „schuldig geschieden“ werden. Die Möglichkeit, den „Vollzug ehelicher Pflichten“ mit juristischen Mitteln zu erzwingen, bestand in Deutschland zu keinem Zeitpunkt.
Die Möglichkeit eines Ehegatten, mit einer Schuldigsprechung im Fall einer Scheidung zu drohen, wenn der andere Ehegatte seine Einwilligung zum ehelichen Geschlechtsverkehr verweigerte, fiel 1976 dadurch fort, dass an die Stelle des Schuldprinzips im Scheidungsrecht das Zerrüttungsprinzip trat.

### Aktuelle Lage weltweit
Auch in Staaten der westlichen Welt gilt teilweise noch das Schuldprinzip bei Ehescheidungen, so z. B. in Österreich und Frankreich.
2012 wurde eine Österreicherin „teilschuldig geschieden“, weil sie jahrelang den ehelichen Beischlaf verweigert hatte.
2021 wurde eine Französin „schuldig geschieden“, weil sie die Erfüllung ihrer „ehelichen Pflichten“ versäumt oder verweigert habe. Dieses Urteil wurde von der höchsten Gerichtsinstanz in Frankreich, dem Kassationsgerichtshof, bestätigt.